# Lucius Baebius Honoratus
Lucius Baebius Honoratus war ein im 1. Jahrhundert n. Chr. lebender Angehöriger des römischen Senatorenstandes.
Durch eine Inschrift, die in Veria gefunden wurde, ist belegt, dass Honoratus Statthalter (Proconsul) in der Provinz Macedonia war. Durch eine weitere Inschrift, die in Nîmes gefunden wurde, ist belegt, dass er danach zusammen mit Marcus Arrecinus Clemens Suffektkonsul war.

## Datierung
Werner Eck datiert die beiden bekannten Stationen seiner Laufbahn wie folgt: Statthalter in Macedonia vor 83 und Suffektkonsul in der ersten Hälfte des Jahres 85.